# 李世濟
李世濟（1933年5月—2016年5月8日），女，客家人，祖籍广东梅县，中国京剧表演艺术家，中國國家京劇院一级演员，工青衣，宗程派。中国国家级非物质文化遗产京剧代表性传承人，京剧程派艺术私淑传人中的杰出代表。世界青年联欢节银质奖章获得者。第五、六、七、八、九届全国政协委员、第十届全国政协常委。中国文学艺术界联合会原副主席。

## 生平
父亲李乙尊，上海名流，经商，是民国政要李濟深的幕僚，其上海住所霞飞路（今淮海路）华盛顿公寓是「民革」地下联络处，李乙尊解放后任上海市人民政府参事。他喜好京剧，习唱老旦。
李世济生于苏州，儿时随父亲来上海。父亲与程砚秋相识，1945年李世济经父亲李乙尊介绍认程砚秋为干爹。抗战结束后，程砚秋经常离开上海到各地演出，李世济平时主要跟琴师唐在炘课余学唱。1950年考入上海第二医学院，1952年辍学，组织李世濟剧团北上北京。程砚秋希望李世济学医，不要下海，见她弃医从艺，决绝正式收李为徒。1955年参加马连良剧团，1956年合并入北京京劇團（現在的北京京劇院），以與馬連良、譚富英、裘盛戎等的合作見知於世。1979年調中國京劇院（現在的中國國家京劇院）。
1962年加入中国共产党。
1963年，与琴師唐在炘结婚，育有1子，有2個孫女。儿子于2001年遭遇车祸不幸身亡。
2016年5月8日晚11点46分，李世济因病在京去世，享年83岁。

## 程派劇目
- 《鎖麟囊》
- 《梅妃》
- 《英台抗婚》
- 《荒山淚》
- 《紅鬃烈馬》
- 《龍鳳呈祥》
- 《玉堂春》
- 《六月雪》
- 《祭塔》
- 《三娘教子》[3]

## 人物传记
彭维. 谢柏梁 , 编.  第1版. 北京: 中国文史出版社. 2017.5. ISBN 978-7503487965.